# Ondara
|  | Per a altres significats, vegeu «Riu Ondara». |

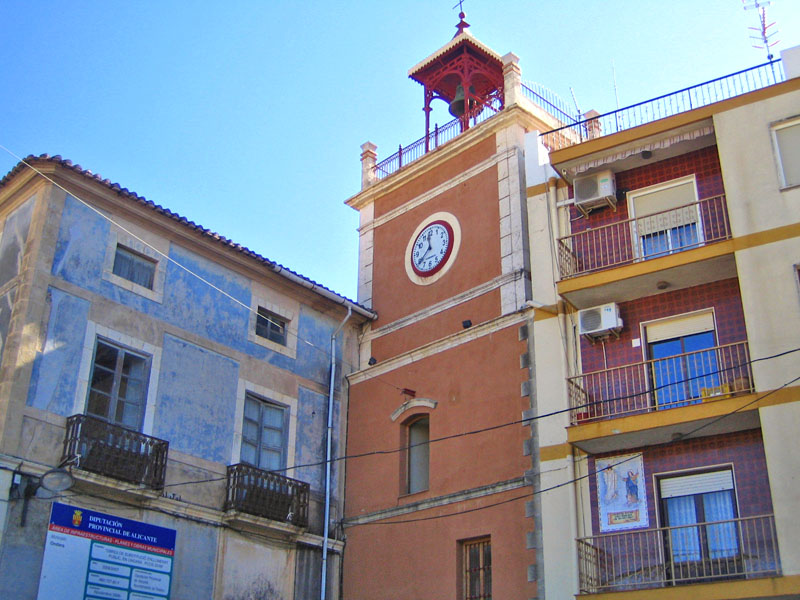
La torre del Rellotge, l'única de quatre que abans conformaven el castell musulmà, és un dels símbols d'Ondara

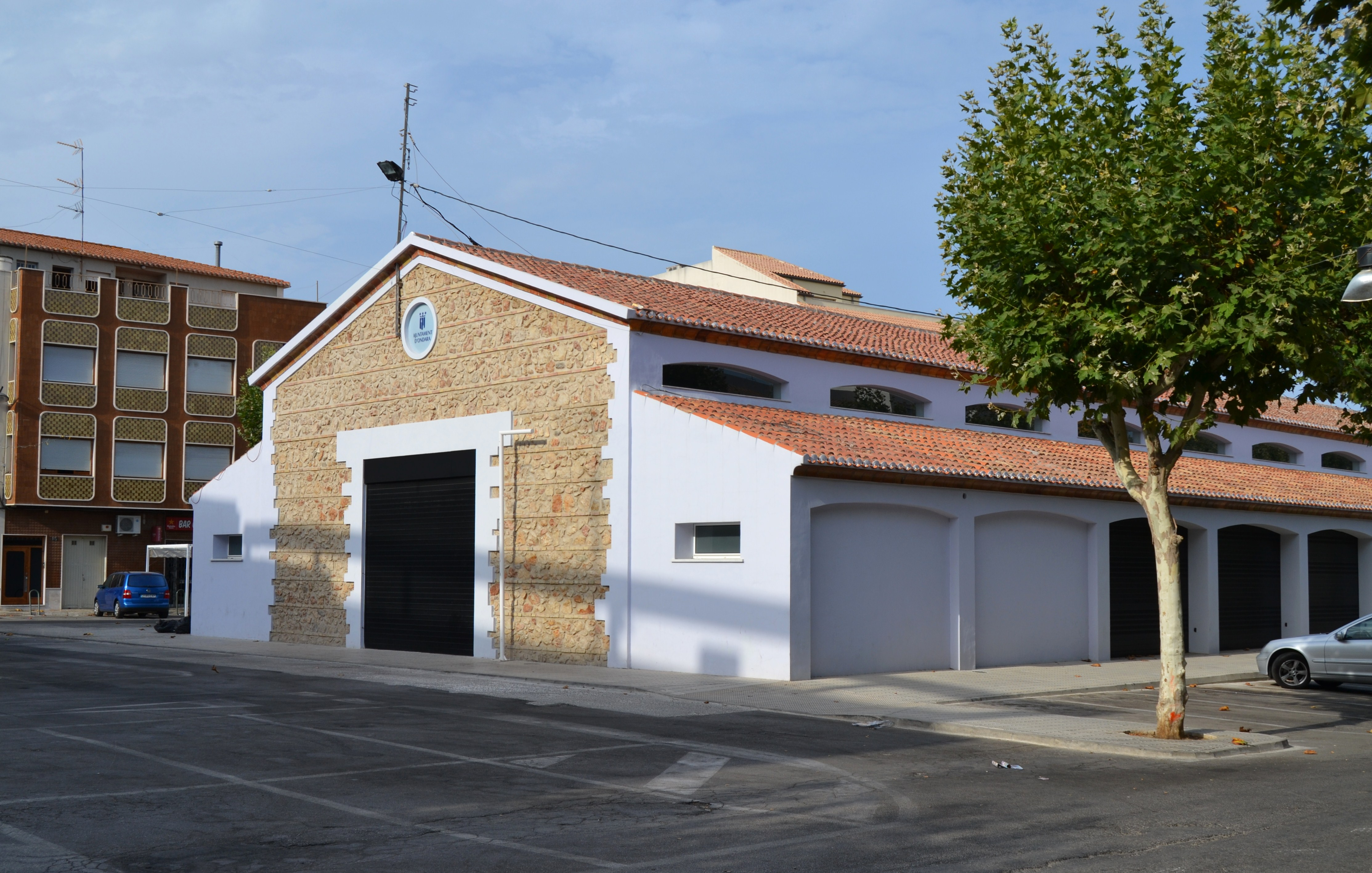
El Mercat del Prado és un referent important de la vila

Ondara és una vila i municipi de la comarca de la Marina Alta, al País Valencià.

## Geografia
El seu territori (10,3 km²) és pràcticament pla a excepció de la part de la serra de Segària (506 m) i es troba quasi en la seua totalitat conreat. Hi ha, com a paratges a visitar, el parc públic de la serra de Segària perfectament habilitat per a l'oci, la Font dels Tres Brolls, l'Assut, xicoteta presa de pedra, d'origen musulmà que s'aprofita per al reg.
El terme inclou la pedania de Pamis situada a l'oest, aïllada d'Ondara per la nova variant de la carretera nacional N-332, que transcorre de nord a sud entre els dos i disposa de tres entrades a la vila. Ondara es dividix en quatre parts pel barranc de l'Alberca i per l'antiga N-332, actual avinguda de València, que entra a Ondara des del nord enmig de finques deixant el mercat del Prado, la plaça de bous i la vila vella a l'est. Travessa el riu passant vora l'aulari de música i l'assut, abans d'arribar a l'eixida del poble i al polígon a l'extrem sud. La major part del poble queda a l'est de la carretera, que bifurca en direcció Dénia (avinguda de la Marina Alta) i al polígon industrial (avinguda Alacant).
Altres connexions viàries són la carretera comarcal CV-725 que enllaça Dénia amb l'AP-7, i que travessa el sud del terme. L'entrada a l'autopista se situa directament al sud-oest del polígon industrial.
Té un clima típicament mediterrani, amb hiverns suaus i estius calorosos, sent la temperatura mitjana anual de 18 °C.

## Història

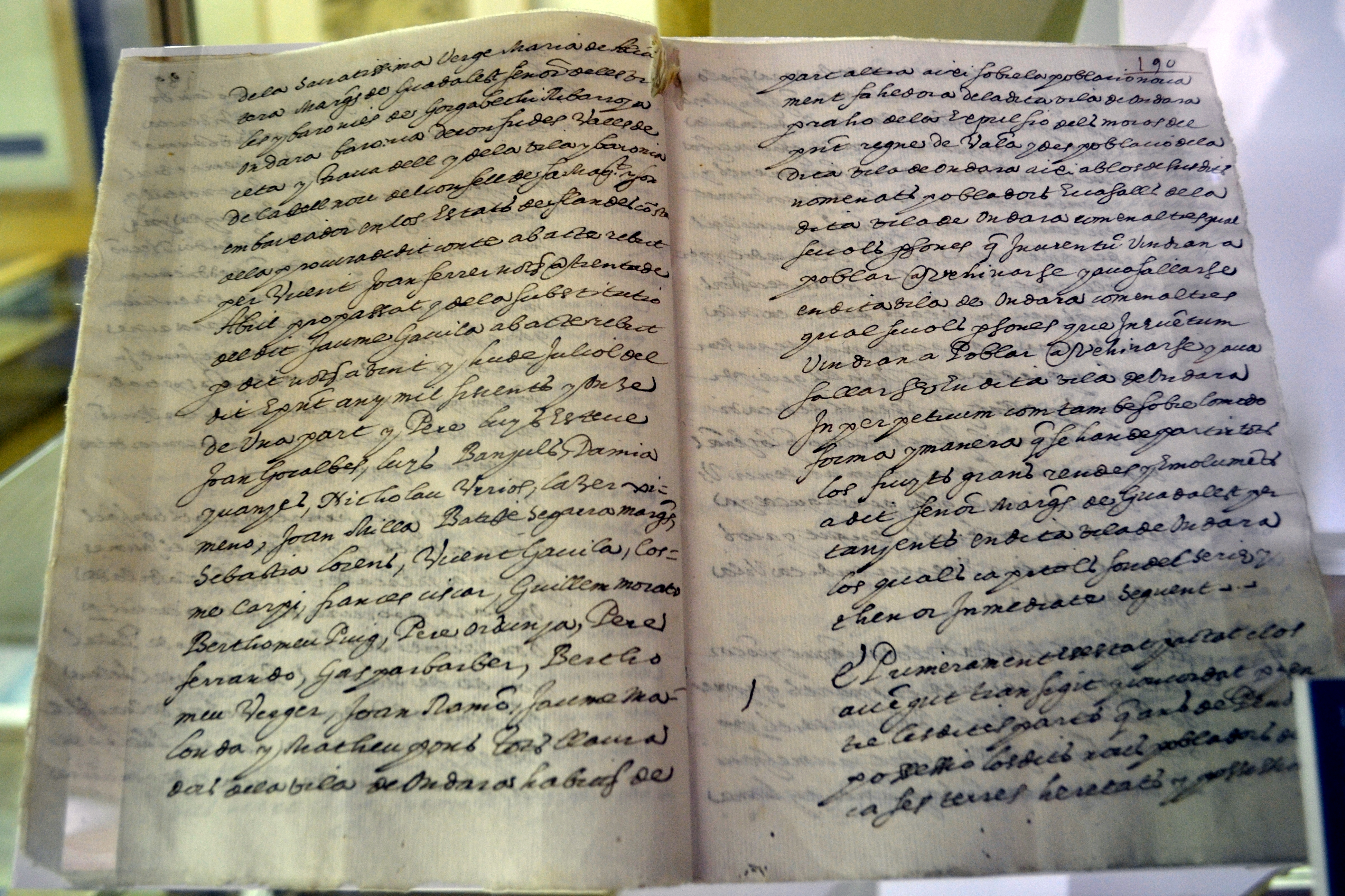
Carta pobla d'Ondara, del 8 d'agost de 1611. Arxiu del Regne de València.

Sanchis i Guarner opina que el topònim Ondara prové d'Ondar, vocable ibèric que significa "arenal". Ja en el Paleolític mitjà hi havia activitat humana com ho demostra la troballa feta en les coves del Colom i del Corb. La Cova Fosca acredita població en l'Eneolític i el pas dels ibers queda demostrat en un poblat a la Serra de Segària. Els romans deixaren en les partides del Pla de la Font, Vinyals i Pujades una necròpoli, algunes vil·les, làpides funeràries i mostres ceràmiques.
Foren els musulmans, que la conegueren com Madina Yundara, els que edificaren el castell, i donaren empenta a l'agricultura mitjançant l'aprofitament de les aigües del Barranc de l'Alberca. La vila fou destruïda durant la crisi del Califat. En 1092 es produí la invasió dels almoràvits. Rodrigo Díaz de Vivar ocupà i fortificà el castell en el seu assalt a l'Emirat de Dàniyya.
Jaume I hi entrà el 6 de juny de 1244 i la donà a poblar a Berenguer II de Palou, arquebisbe de Barcelona, que ho feu amb cavallers catalans. L'any 1323 es donaren pel rei Jaume el Just, població i terme, al seu fill Pere, infant d'Aragó. En 1472 la població morisca encara abasta vora el 80% i es dedica al cultiu de la pansa.
Durant les Germanies estigué del costat dels agermanats i fou testimoni d'importants enfrontaments, un dels quals comptà amb la presència de Vicent Peris, cap dels agermanats i, enfront, el marqués de Zenete, germà de Dídac Hurtado de Mendoza, virrei de València. Des de mitjans del segle xvi pertanyé a la família Cardona, marquesos de Guadalest, en 1574 obté parròquia pròpia. L'expulsió dels moriscos suposà l'afonament demogràfic i econòmic de la població, que passà de 1.000 a 200 habitants. La repoblació s'inicia a partir de 1611 amb l'arribada de gents d'arreu de la comarca i de les Illes Balears. El segle és de recuperació econòmica i demogràfica a pesar de la negativa influència de la pesta bubònica.
Així s'arriba a la Guerra de Successió en què Ondara es decanta pel bàndol maulet, la qual cosa li costà, com a tantes altres de les nostres poblacions, ser cremada i saquejada per les tropes del Socarrat. En aquell temps abastà el títol de vila i passà el senyoriu als Mendoza i finalment als marquesos d'Ariza; el conreu de la pansa fou el motor del creixement urbanístic del segle xix que es veié trencat amb l'epidèmia de fil·loxera que a principis del segle xx acabà amb l'economia local i condemnà els ondarenys a l'emigració, sobretot cap a l'Argentina i Algèria. En aquella època va ser significativa la presència del doctor català Jaume Ferran i Clua, inventor de la vacuna anti-colèrica, que aplicà a Ondara amb notable èxit.

## Economia
L'economia és bàsicament agrícola (cítrics) però la proximitat a nuclis turístics importants fan també important el sector serveis. La fabricació d'articles de vímet, canya i palma, és a Ondara, igual que a Gata de Gorgos i Pedreguer, una vertadera indústria.
Es pot destacar el centre comercial Portal de la Marina situat junt amb el desviament de la nacional i l'eixida de l'AP-7, obert el 2008 i que representa un salt en el comerç de la vila de la botiga familiar a l'hipermercat.

## Demografia
Ondara compta amb una població de 6.647 habitants (cens INE 2016), el 13,36% dels quals és de nacionalitat estrangera.

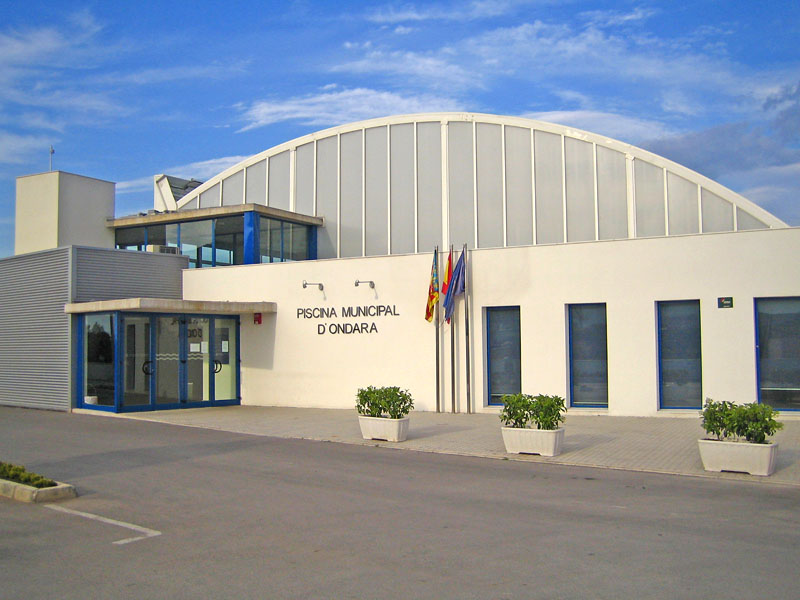
La piscina municipal d'Ondara

| Població | 2.598 | 3.386 | 3.508 | 2.734 | 2.289 | 2.733 | 2.778 | 3.030 | 3.339 | 3.868 | 4.336 | 4.776 | 5.310 | 6.006 | 6.217 | 6.546 | 6.613 |

## Política i govern

### Composició de la Corporació Municipal
El Ple de l'Ajuntament està format per 13 regidors. En les eleccions municipals de 26 de maig de 2019 foren elegits 5 regidors del Partit Socialista del País Valencià (PSPV-PSOE), 4 del Partit Popular (PP), 3 de Compromís per Ondara (Compromís) i 1 de Ciutadans - Partit de la Ciutadania (Cs).
| Eleccions municipals de 26 de maig de 2019 - Ondara                                                                                    |                                          |                                     |                                     |        |          |          |
| Candidatura | Candidatura                              | Candidatura                         | Cap de llista                       | Vots   | Vots     | Regidors |
| | Partit Socialista del País Valencià-PSOE |                                     | José Ramiro Pastor                  | 1.271  | 37,20%   | 5 (+1)   |
| | Partit Popular                           |                                     | Álex Hernández Giner                | 963    | 28,18%   | 4 (-1)   |
| | Compromís per Ondara                     |                                     | Mar Chea Pedros                     | 902    | 26,40%   | 3 (-1)   |
| | Ciutadans - Partit de la Ciutadania      |                                     | Joan Costa Soler                    | 253    | 7,40%    | 1 (+1)   |
| | Vots en blanc                            |                                     |                                     | 28     | 0,82%    |          |
| Total vots vàlids i regidors | Total vots vàlids i regidors             | Total vots vàlids i regidors        | Total vots vàlids i regidors        | 3.396  | 100 %    | 13       |
| | Vots nuls                                | Vots nuls                           | Vots nuls                           | 34     | 0,99%    |          |
| Participació (vots vàlids més nuls) | Participació (vots vàlids més nuls)      | Participació (vots vàlids més nuls) | Participació (vots vàlids més nuls) | 3.451  | 70,82%** |          |
| Abstenció | Abstenció                                | Abstenció                           | Abstenció                           | 1.422* | 29,18%** |          |
| Total cens electoral | Total cens electoral                     | Total cens electoral                | Total cens electoral                | 4.873* | 100 %**  |          |
| Alcalde: José Ramiro Pastor (PSPV-PSOE) (15/06/2019) Per majoria absoluta dels vots dels regidors (8 vots: 5 de PSPV i 3 de Compromís) |                                          |                                     |                                     |        |          |          |
| Fonts: JEC, JEZ Dénia, M. Interior, Periòdic Ara. (* No són vots sinó electors. ** Percentatge respecte del cens electoral.)           |                                          |                                     |                                     |        |          |          |

### Alcaldes
Des de 2017 l'alcalde d'Ondara és José Ramiro Pastor del Partit Socialista del País Valencià.
| Període                       | Alcalde o alcaldessa                           | Partit polític      | Data de possessió     | Observacions     |
| ----------------------------- | ---------------------------------------------- | ------------------- | --------------------- | ---------------- |
| 1979–1983                     | José Moncho Salort                             | PSPV-PSOE           | 19/04/1979            | --               |
| 1983–1987                     | Antonio Ramis Bolufer                          | PSPV-PSOE           | 28/05/1983            | --               |
| 1987–1991                     | Antonio Ramis Bolufer Robert Miralles i Cebrià | PSPV-PSOE UPV       | 30/06/1987 29/10/1988 | Moció de censura |
| 1991–1995                     | Robert Miralles i Cebrià                       | UPV                 | 15/06/1991            | --               |
| 1995–1999                     | Robert Miralles i Cebrià                       | UPV-BLOC            | 17/06/1995            | --               |
| 1999–2003                     | Josep Grimalt i Mestre Ximo Ferrando Soler     | BLOC-EVB-V PP       | 03/07/1999 26/02/2001 | Moció de censura |
| 2003–2007                     | Ximo Ferrando Soler                            | PP                  | 14/06/2003            | --               |
| 2007–2011                     | Ximo Ferrando Soler                            | PP                  | 16/06/2007            | --               |
| 2011–2015                     | Ximo Ferrando Soler                            | PP                  | 11/06/2011            | --               |
| 2015–2019                     | Zeus Serrano Soler José Ramiro Pastor          | Compromís PSPV-PSOE | 13/06/2015 03/06/2017 | Pacte de govern  |
| 2019-2023                     | José Ramiro Pastor                             | PSPV-PSOE           | 15/06/2019            | Pacte de govern  |
| Des de 2023                   | n/d                                            | n/d                 | 17/06/2023            | --               |
| Fonts: Generalitat Valenciana |                                                |                     |                       |                  |

## Edificis d'interès

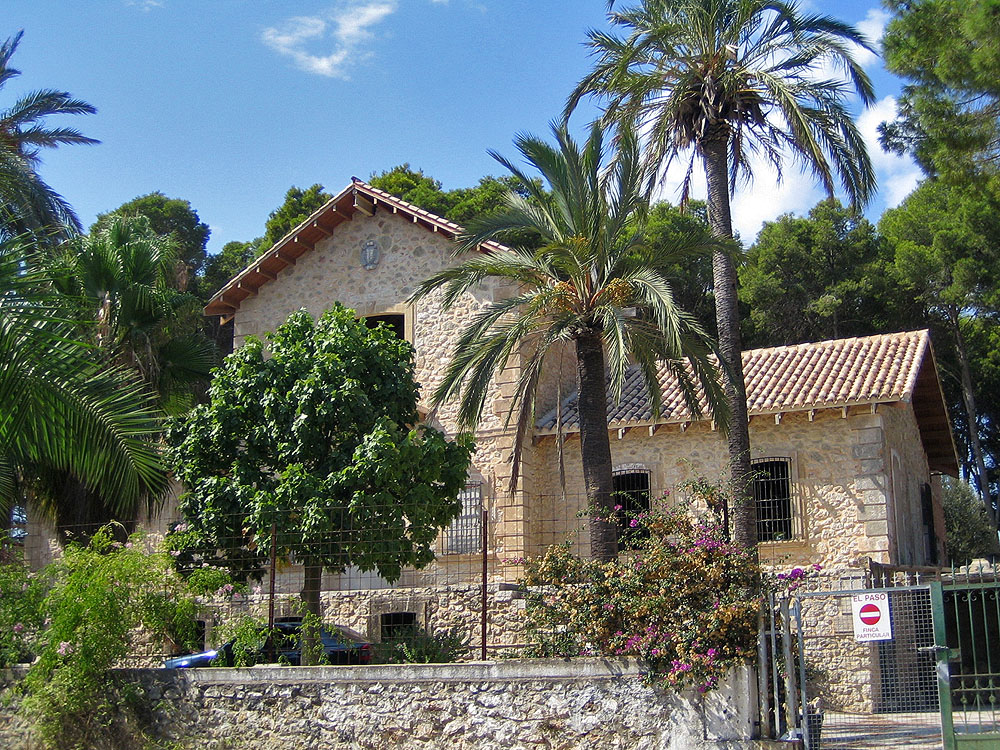
Finca rústica anomenada la casa d'Albors, al nord del terme

Els àrabs fundaren el poble i la seua flaire continua viva en els carrers estrets i torts en què trobem els següents edificis:
- Torre del Rellotge: Únic vestigi del castell musulmà. Rehabilitada en 1994. Declarada BIC.
- Casa del Mayorazgo o del Fortí: Sòlid palau fortificat que en l'actualitat es troba abandonat però en bon estat.
- Palau d'Ondara: Pràcticament desaparegut, només s'endevinen alguns vestigis i tampoc no hi ha referències de la seua història.
- Ajuntament: Antic convent de franciscans del segle xvii molt ben restaurat entre 1991-1995.
- Convent: En realitat és l'església del convent que a hores d'ara allotja l'Ajuntament.
- Font de la Carxofa: Construïda a finals del segle xix, enterrada en la dècada dels setanta del segle passat i tornada a aixecar en 1983: Subministra l'aigua potable al poble.
- Església de Santa Anna: Segle XVI.
- Plaça de bous d'Ondara: Inaugurada el 28 d'octubre de 1901, destruïda en 1936 i rehabilitada en 1957.[11]
- Capella dels sants Abdó i Senent: Segles XVIII-xix.
- La Soledat.
- Llavador municipal: Segle XIX, situada a prop de l'assut.
- La Casa d'Albors: finca sumptuosa però en estat de recuperació situada al nord-oest del terme.

## Gastronomia
L'arròs forma part important de la gastronomia ondarenca en forma de paella, al forn o amb fesols, naps i penques; els embotits, el cabrit al forn i el "putxero" complementen una oferta gastronòmica que es pot rematar amb el pastís d'albercoc, el torrat o el "mullaor" i l'herba, els vins o les bones misteles de la Marina.